# Tiger Hill (Darjeeling)

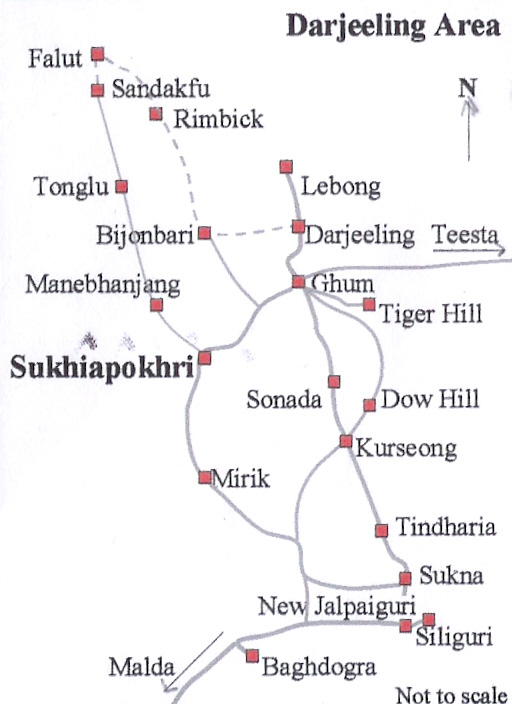
Karte der Region

Der Tiger Hill ist ein 2590 m hoher Berggipfel in Westbengalen, Indien. Er liegt bei Ghum, dem höchsten Bahnhof der Darjeeling Himalayan Railway. Er ist bekannt für seinen gemeinsamen Panoramablick auf den Mount Everest und den Kangchendzönga.
Der Gipfel liegt 11 km von Darjeeling und kann entweder mit dem Jeep oder zu Fuß in ungefähr zwei Stunden durch die Chowrasta, Alubari, Jorebangla Teeplantagen und den Aufstieg zum Gipfel erreicht werden.
Vom Tiger Hill ist der Mount Everest (8848 m) sichtbar. Der Makalu (8481 m) sieht höher aus, doch dies ist eine optische Täuschung, da er näher am Tiger Hill liegt. Der Mount Everest liegt ungefähr 175 km Luftlinie vom Tiger Hill entfernt.
An einem klaren Tag kann man Kurseong im Süden sehen, ebenso wie den Tista, Mahananda, Balason und Mechi. Der Chumal Rhi in Tibet ist ungefähr 105 km Luftlinie entfernt und sieht wie eine runde Masse Schnee über der Chola Bergkette aus.

## Galerie

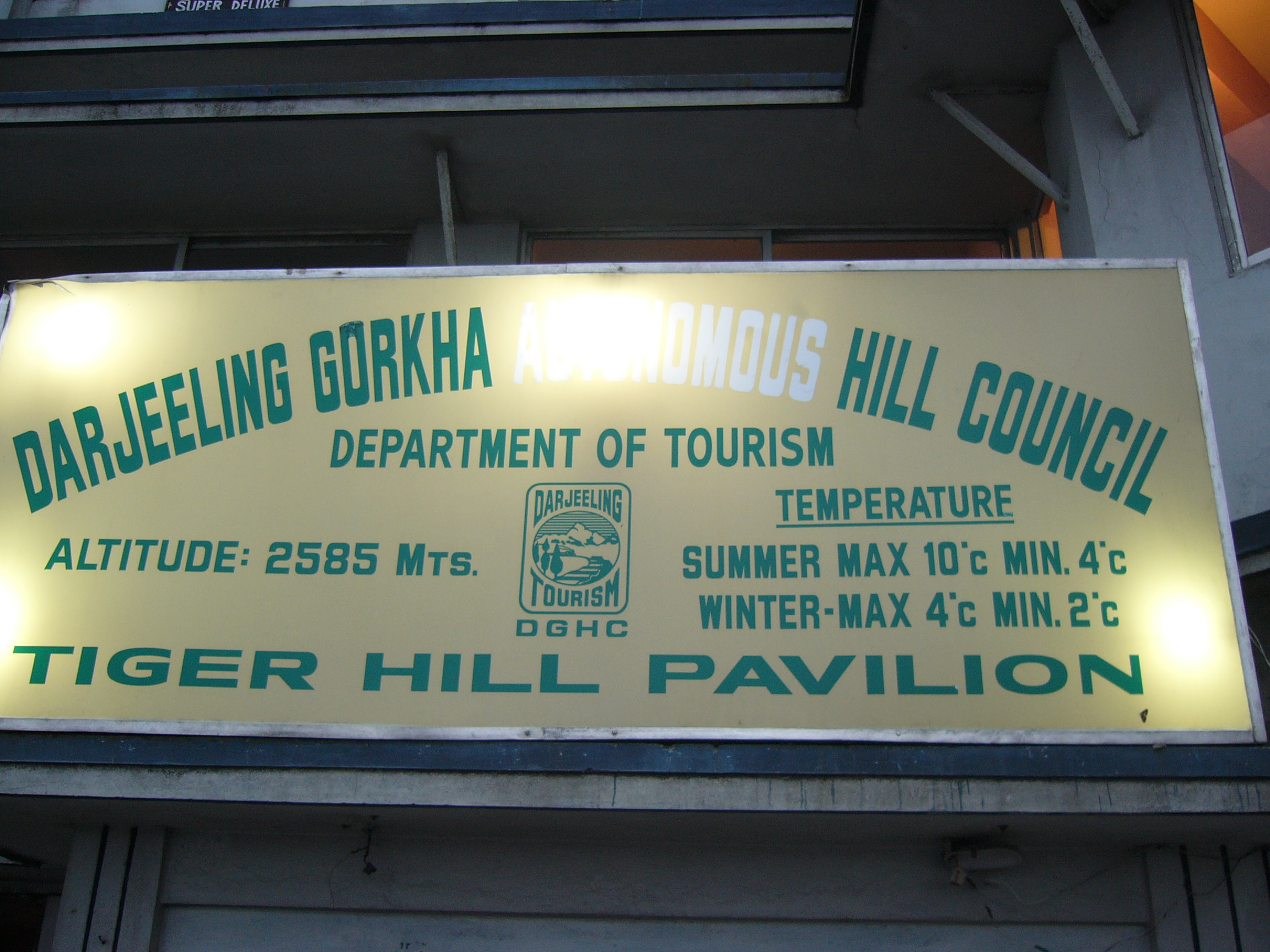
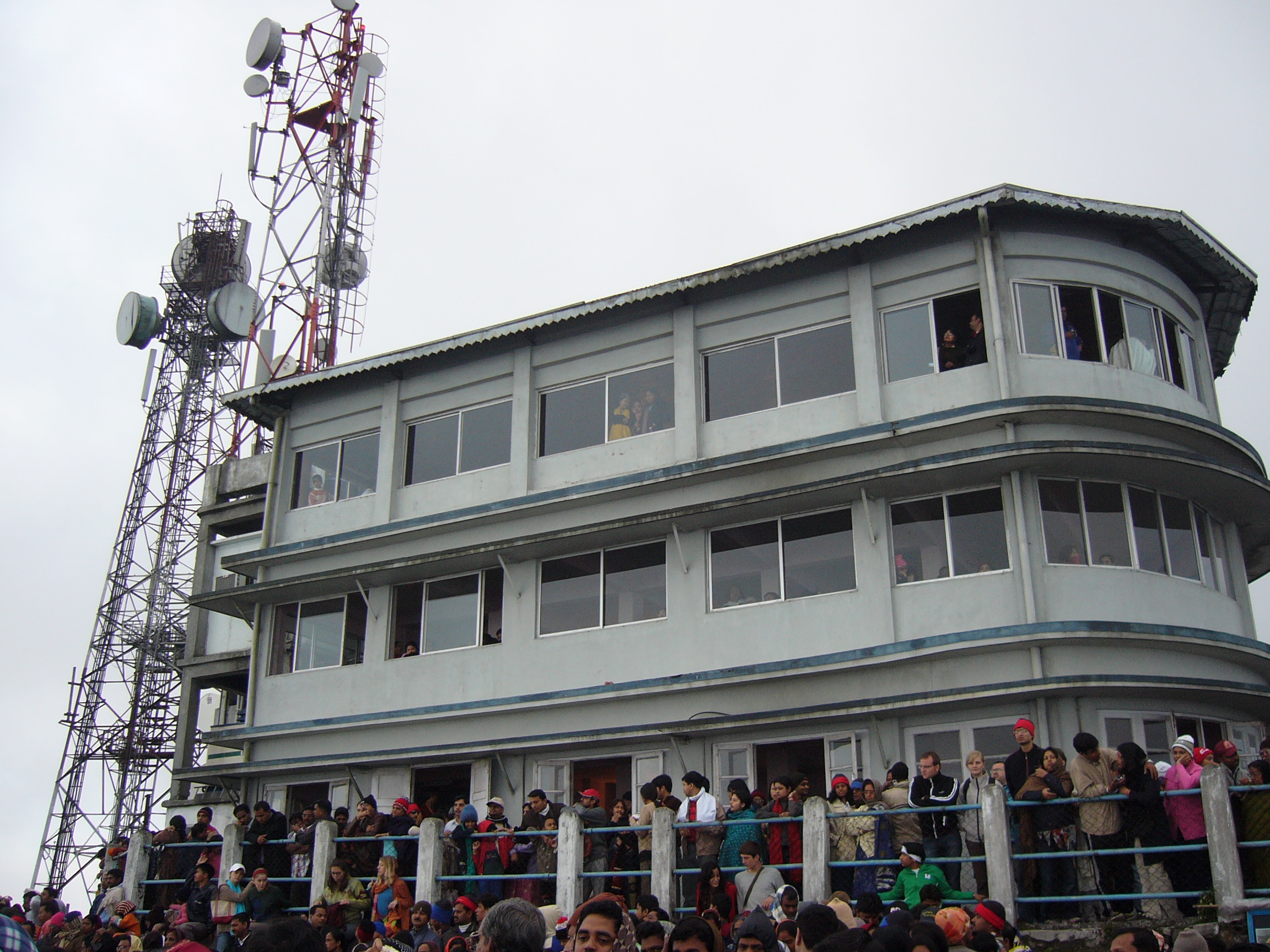
Aussichtsplattform
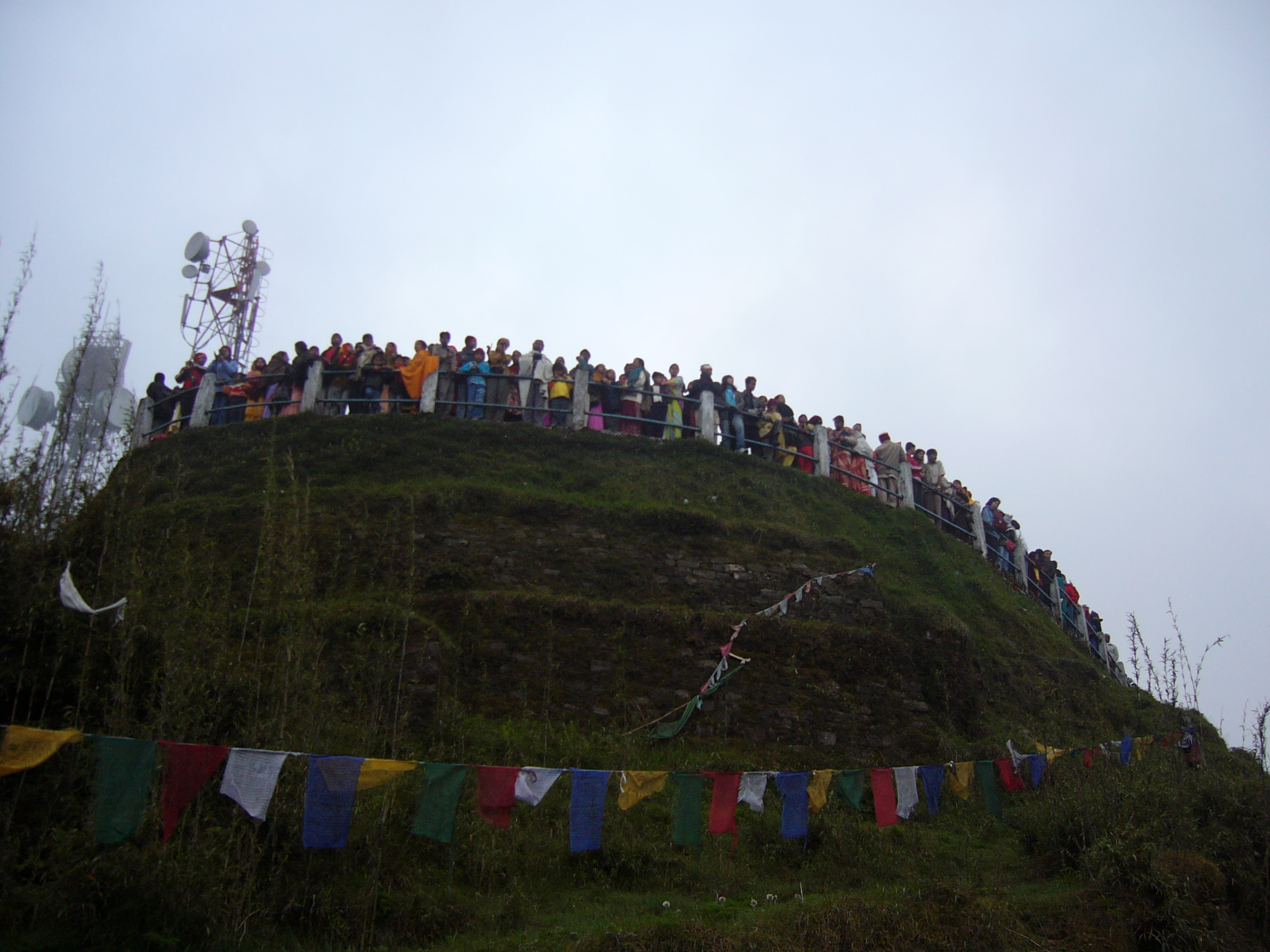
Aussichtsplattform
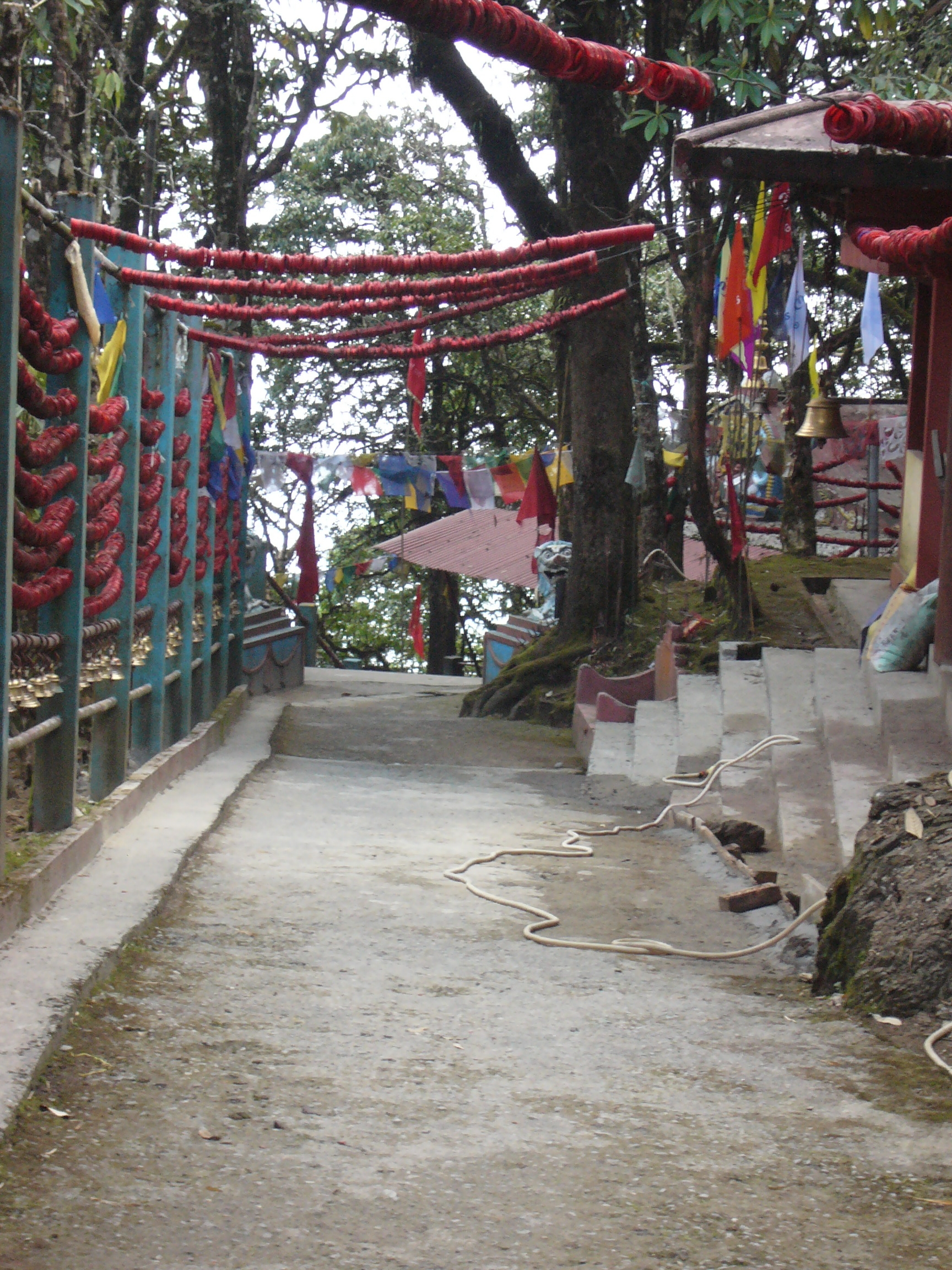